# Copa Governo do Estado de Sergipe de 2025
A Copa Governo do Estado de Sergipe de 2025 Será a 11º edição em 22 anos da principal do copa estadual de Sergipe, cujo nome oficial é Copa Lotese Governo de Sergipe.
Oito clubes participarão do torneio esse ano. A Copa marca a volta da segunda principal competição do estado abaixo do Campeonato Sergipano de Futebol, o certame contará com as equipes que jogaram o Sergipão 2025, são eles: América de Propriá, Confiança o maior campeão da Copa com 4 títulos, Dorense e Falcon estreantes na competição, Guarany-SE, Itabaiana bicampeão da competição, Lagarto e o Sergipe também com dois títulos. Pela primeira vez a capital conta com três clubes na competição: Confiança (maior campeão), Sergipe e o Falcon, que mudou de sede recentemente.
O campeão será premiado com vagas na Série D de 2026, exceto Confiança e Itabaiana que já têm vaga garantida, ao menos, na Série D de 2026.

## Regulamento
Na fase inicial todos os 8 clubes participantes estarão divididas em dois grupo e irão se enfrentar em turno e returno totalizando 6 jogos. Os primeiros e os segundos colocados se classificam para as semifinais, que será dispiutada em jogos de ida para definir os dois classificados para a final, também em jogo único a ser realizada na Arena Batistão. Os confortos das semifinais já estão estabelecidos:
1º colocado A x 2º colocado B
1º colocado B x 2º colocado A
O vencedor de cada mata-mata, avança para a final. E o vencedor conquista o título da Copa Governo. Além da vaga no Brasileiro da Série D de 2026.

## Estádios

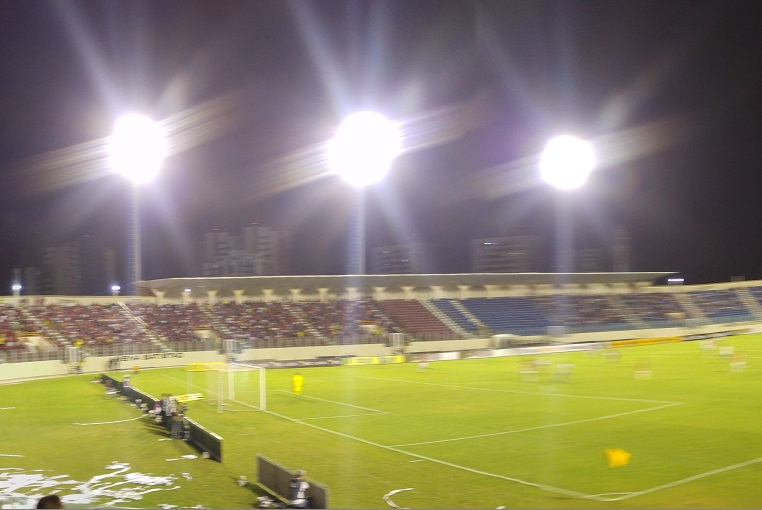
Arena Batistão
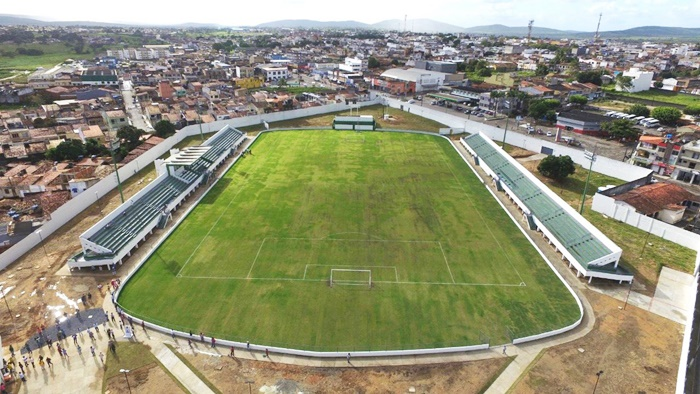
Barretão
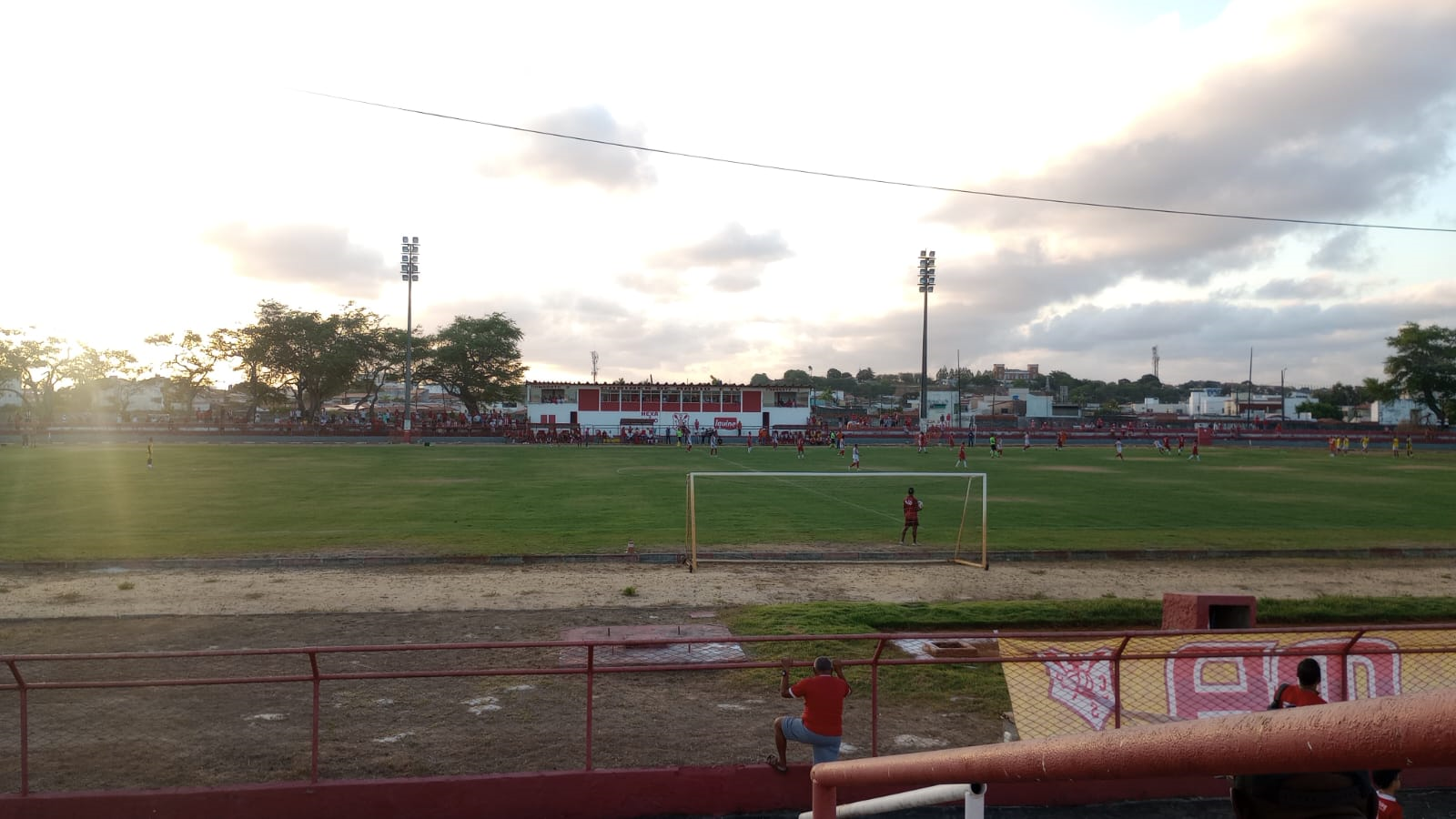
João Hora
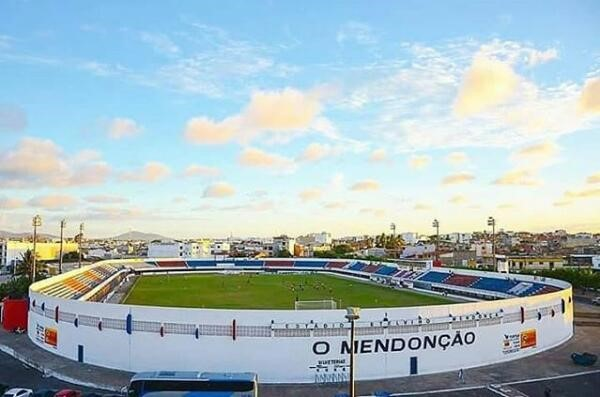
Mendonção

## Primeira fase

### Grupo A
| Pos | Equipe             | Pts | J | V | E | D | GP | GC | SG | Classificação ou descenso |  | SER | ITA | DOR | AME |
| --- | ------------------ | --- | - | - | - | - | -- | -- | -- | ------------------------- |  | --- | --- | --- | --- |
| 1   | Sergipe            | 9   | 4 | 3 | 0 | 1 | 9  | 5  | +4 | Semifinal                 |  | —   | R–4 | 4–0 | 2–0 |
| 2   | Itabaiana          | 8   | 4 | 2 | 2 | 0 | 9  | 3  | +6 | Semifinal                 |  | 4–1 | —   | 2–2 | 3–0 |
| 3   | Dorense            | 5   | 5 | 1 | 2 | 2 | 5  | 8  | −3 | Eliminados                |  | R–6 | 0–0 | —   | 3–0 |
| 4   | América de Propriá | 3   | 5 | 1 | 0 | 4 | 3  | 10 | −7 | Eliminados                |  | 1–2 | R–6 | 2–0 | —   |

#### Confrontos
Primeira rodada
| 15 de julho   | Itabaiana                                                      | 3 – 0             | América de Propriá | Itabaiana                                                     |  |
| 15:15 (UTC−3) | Jackson Bernardo 64' · Kauan da Silva 87' · Pedro Henrique 90' | Súmula [ Borderô] |                    | Estádio: Mendonção Público: pagantes Árbitro: Adson Rodriguez |  |

| 16 de julho   | Sergipe                                                                     | 4 – 0             | Dorense | Aracaju                                                             |  |
| 19:00 (UTC−3) | Sacramento 3' · Sacramento 10' · Mauro Gabriel 52' · Jefferson Ambrosio 88' | Súmula [ Borderô] |         | Estádio: Arena Batistão Público: pagantes Árbitro: Arthur Fernandes |  |

Segunda rodada
| 22 de julho   | Dorense | 0 – 0             | Itabaiana | N.Sra. das Dores                                                |  |
| 15:15 (UTC−3) |         | Súmula [ Borderô] |           | Estádio: Ariston Azevedo Público: pagantes Árbitro: Michel Lima |  |

| 23 de julho   | América de Propriá | 1 – 2             | Sergipe | Propriá                                                             |  |
| 15:15 (UTC−3) |                    | Súmula [ Borderô] |         | Estádio: Durval Feitosa Público: pagantes Árbitro: Michael Vinicius |  |

Terceira rodada
| 30 de julho   | Itabaiana | 4 – 1             | Sergipe | Itabaiana                            |  |
| 20:10 (UTC−3) |           | Súmula [ Borderô] |         | Estádio: Mendonção Público: pagantes |  |

| 2 de agosto   | América de Propriá | 2 – 0             | Dorense | Propriá                                   |  |
| 15:15 (UTC−3) |                    | Súmula [ Borderô] |         | Estádio: Durval Feitosa Público: pagantes |  |

Quarta rodada
| 9 de agosto   | Dorense | 3 – 0             | América de Propriá | N.Sra. das Dores                           |  |
| 15:15 (UTC−3) |         | Súmula [ Borderô] |                    | Estádio: Ariston Azevedo Público: pagantes |  |

| 20 de agosto  | Sergipe | –                    | Itabaiana | Aracaju                                   |  |
| 20:00 (UTC−3) |         | [ Súmula] [ Borderô] |           | Estádio: Arena Batistão Público: pagantes |  |

Quinta rodada
| 13 de agosto  | Itabaiana | 2 – 2             | Dorense | Itabaiana                            |  |
| 19:00 (UTC−3) |           | Súmula [ Borderô] |         | Estádio: Mendonção Público: pagantes |  |

| 13 de agosto  | Sergipe | 2 – 0             | América de Propriá | Aracaju                                   |  |
| 19:00 (UTC−3) |         | Súmula [ Borderô] |                    | Estádio: Arena Batistão Público: pagantes |  |

### Grupo B
| Pos | Equipe     | Pts | J | V | E | D | GP | GC | SG | Classificação ou descenso |  | CON | LAG | FAL | GUA |
| --- | ---------- | --- | - | - | - | - | -- | -- | -- | ------------------------- |  | --- | --- | --- | --- |
| 1   | Confiança  | 9   | 5 | 3 | 0 | 2 | 11 | 6  | +5 | Semifinal                 |  | —   | 0–1 | 1–2 | 3–0 |
| 2   | Lagarto    | 9   | 5 | 3 | 0 | 2 | 5  | 5  | 0  | Semifinal                 |  | 2–4 | —   | 1–0 | 1–0 |
| 3   | Falcon     | 7   | 5 | 2 | 1 | 2 | 3  | 3  | 0  | Eliminados                |  | R–6 | 1–0 | —   | 0–1 |
| 4   | Guarany-SE | 4   | 5 | 1 | 1 | 3 | 2  | 7  | −5 | Eliminados                |  | 1–3 | R–6 | 0–0 | —   |

#### Confrontos
Primeira rodada
| 16 de julho   | Lagarto             | 1 – 0             | Guarany-SE | Pedrinhas                                                 |  |
| 15:15 (UTC−3) | Anmerson Soares 75' | Súmula [ Borderô] |            | Estádio: Robertão Público: pagantes Árbitro: Pedro Afonso |  |

| 17 de julho   | Confiança                             | 1 – 2             | Falcon              | Aracaju                                                            |  |
| 19:00 (UTC−3) | Rogério Silva 17' · Rogério Silva 63' | Súmula [ Borderô] | 90+2' Marcos Wilder | Estádio: Arena Batistão Público: pagantes Árbitro: Éder Marinheiro |  |

Segunda rodada
| 22 de julho   | Guarany-SE | 1 – 3             | Confiança | Porto da Folha                                                   |  |
| 15:15 (UTC−3) |            | Súmula [ Borderô] |           | Estádio: Caio Feitosa Público: pagantes Árbitro: Marcel Phillipe |  |

| 22 de julho   | Falcon | 1 – 0             | Lagarto | Aracaju                                                        |  |
| 19:00 (UTC−3) |        | Súmula [ Borderô] |         | Estádio: Arena Batistão Público: pagantes Árbitro: Jade Moreno |  |

Terceira rodada
| 31 de julho   | Confiança | 0 – 1             | Lagarto | Aracaju                                   |  |
| 19:00 (UTC−3) |           | Súmula [ Borderô] |         | Estádio: Arena Batistão Público: pagantes |  |

| 2 de agosto   | Falcon | 0 – 1             | Guarany-SE | Aracaju                              |  |
| 16:00 (UTC−3) |        | Súmula [ Borderô] |            | Estádio: Mendonção Público: pagantes |  |

Quarta rodada
| 6 de agosto   | Lagarto | 2 – 4             | Confiança | Simão Dias                               |  |
| 15:15 (UTC−3) |         | Súmula [ Borderô] |           | Estádio: Albano Franco Público: pagantes |  |

| 9 de agosto   | Guarany-SE | 0 – 0             | Falcon | Porto da Folha                          |  |
| 15:15 (UTC−3) |            | Súmula [ Borderô] |        | Estádio: Caio Feitosa Público: pagantes |  |

Quinta rodada
| 12 de agosto  | Confiança | 3 – 0             | Guarany-SE | Aracaju                                   |  |
| 19:00 (UTC−3) |           | Súmula [ Borderô] |            | Estádio: Arena Batistão Público: pagantes |  |

| 13 de agosto  | Lagarto | 1 – 0             | Falcon | Lagarto                             |  |
| 19:00 (UTC−3) |         | Súmula [ Borderô] |        | Estádio: Barretão Público: pagantes |  |